# Naoya Uozato
Naoya Uozato (魚里 直哉 Uozato Naoya?), född 3 augusti 1995 i Hyōgo prefektur, är en japansk fotbollsspelare.
Uozato började sin karriär 2018 i Cerezo Osaka. 2018 flyttade han till Gainare Tottori.